# Kinska
Kinska (ukrainsk: Кінська, tr. Kinska) er en biflod til Dnepr fra højre i Zaporizjzja oblast i Ukraine. Kinska udmunder i Kakhovskereservoiret, er 149 km lang og har et afvandingsareal på 2.580 km².